# Juraichhari
Juraichhari è un sottodistretto (upazila) del Bangladesh situato nel distretto di Rangamati, divisione di Chittagong. Si estende su una superficie di 606,05 km² e conta una popolazione di 11.621 abitanti (dato censimento 1991).